# Скарб Амазонки
Скарб Амазонки — фантастичний фільм 2003 року.

## Синопсис
Якщо надійшла пропозиція, від якої неможливо відмовитись, — ось і не відмовляйсь! В якості розрахунку заборгованості перед мафією інтелігентному викидайлу Беку пропонують направитись в джунглі Амазонки і доставити додому афериста Тревіса, що там загубився, блудного сина «хрещеного батька». Але прибувши на місце, герой виявляє, що шансів доставити свій вантаж неушкодженим небагато. Тревіс перейшов доріжку місцевому авторитету Хетчеру, почавши полювання за легендарним золотим ідолом індіанців, на який той давно мріяв накласти лапу. Беку не залишається жодного вибору, як закликати на допомогу свої почуття гумору, сталеві м'язи і вступити в неймовірну гонитву за скарбом, поки його «клієнта» не згодували ягуарам!

## У ролях
| Актор                | Роль             |
| -------------------- | ---------------- |
| Двейн Джонсон        | Бек              |
| Шон Вільям Скотт     | Тревіс           |
| Розаріо Довсон       | Маріана          |
| Крістофер Вокен      | Корнеліус Хетчер |
| Юен Бремнер          | Деклан           |
| Джон Гріс            | Харлі            |
| Ерні Рейєс-молодший  | Маніто           |
| Арнольд Шварценеггер | клієнт бару      |
| Свен-Оле Торсен      | здоровань        |